# René Thom
René Thom (Montbéliard, 2 de septiembre de 1923–Bures-sur-Yvette, 25 de octubre de 2002) fue un matemático francés, fundador de la teoría de las catástrofes. Recibió la medalla Fields en 1958 por sus trabajos en topología, rama de las matemáticas llamada 'geometría de situación'.

## Biografía
Nació en Montbéliard, Francia. Formado en el Lycée Saint-Louis y la Escuela Normal Superior, fue profesor en Grenoble y Estrasburgo.
Aunque conocido por su desarrollo de la teoría de las catástrofes entre 1968 y 1972, su primer trabajo tuvo que ver con la topología y en especial con la rama llamada topología diferencial. En topología introdujo un concepto que por su importancia es hoy de frecuente uso, el cobordismo, al cual definió de este modo: dos variedades compactas de dimensión n son cobordantes si su reunión constituye el borde de otra variedad compacta de dimensión n+1.
Thom fue autor de numerosas obras científicas, como la Théorie des catastrophes et biologie [Teoría de las catástrofes y biología] (1979), Paraboles et catastrophes [Parábolas y catástrofes] (1983) y Prédire n'est pas expliquer [Predecir no es explicar] (1991), entre otras.

## Obra
- René Thom, Stabilité structurelle et morphogénèse, Interédition, París, 1977 (Estabilidad estructural y morfogénesis, Editorial Gedisa)
- René Thom, Paraboles et catastrophes, Flammarion, París, 1983 (Parábolas y Catástrofes)
- René Thom, Esquisse d'une sémiophysique : Physique aristotélicienne et théorie des catastrophes, Interédition, París, 1989 (Esbozo de una semiofísica: Física aristotélica y teoría de las catástrofes, Editorial Gedisa)
- René Thom, Apologie du logos, Hachette, París, 1990 (Apología del Logos)
- René Thom y Emile Noël, Prédire n'est pas expliquer, Flammarion, París, 1993. (Predecir no es explicar)
- René Thom, Pour une théorie de la morphogénèse (Por una teoría de la morfogénesis). En Les sciences de la forme aujourd'hui (Las ciencias de la forma hoy en día), Seuil, París, 1994